# Marcipalina pustulata
Marcipalina pustulata är en fjärilsart som beskrevs av Holland 1894. Marcipalina pustulata ingår i släktet Marcipalina och familjen nattflyn. Inga underarter finns listade i Catalogue of Life.